# Chlorophytum latifolium
Chlorophytum latifolium là một loài thực vật có hoa trong họ Măng tây. Loài này được Engl. & K.Krause mô tả khoa học đầu tiên năm 1910.